# Clearfield County Courthouse
La Clearfield County Courthouse est un palais de justice américain situé à Clearfield, en Pennsylvanie. Elle est inscrite au Registre national des lieux historiques depuis le 27 avril 1979.